# Tomorrow's World Tour (Live at the Roundhouse)
Albums de Erasure
Tomorrow's World
(2011) Essential
(2012)
Tomorrow's World Tour (Live at the Roundhouse) est un album live double-CD du groupe britannique Erasure, enregistré en concert le 25 octobre 2011 à Londres à The Roundhouse, une ancienne rotonde ferroviaire reconvertie en salle de spectacles, d'une capacité de 5 000 places. Ce concert est sorti en double-CD ainsi qu'en téléchargement le 21 novembre 2011.
Au cours de ce concert, Erasure interprétaient en live la plupart des titres de l'album Tomorrow's World (paru quelques jours plus tôt, le 3 octobre 2011). On y retrouve également leurs principaux classiques tels que Oh L'Amour, Sometimes, Victim Of Love, A Little Respect, Ship Of Fools, Chains Of Love, Stop!, Drama!, Blue Savannah, Chorus, Love To Hate You, Always...
Ce double-album live se présente en coffret cartonné digipack.

## Les musiciens sur scène
- Vince Clarke - claviers, guitares
- Andy Bell - chant
- Valerie Chalmers - chœurs
- Emma Whittle - chœurs

## Liste des plages
| 1.  | Sono Luminus                        |  |
| 2.  | Always                              |  |
| 3.  | When I Start To (Break It All Down) |  |
| 4.  | Blue Savannah                       |  |
| 5.  | Fill Us With Fire                   |  |
| 6.  | Breath Of Life                      |  |
| 7.  | Drama!                              |  |
| 8.  | Be With You                         |  |
| 9.  | Ship of Fools                       |  |
| 10. | Chorus                              |  |
| 11. | Breathe                             |  |

| 1.  | Victim Of Love          |  |
| 2.  | Alien (acoustic)        |  |
| 3.  | Love To Hate You        |  |
| 4.  | I Lose Myself           |  |
| 5.  | A Whole Lotta Love Riot |  |
| 6.  | Chains Of Love          |  |
| 7.  | Sometimes               |  |
| 8.  | A Little Respect        |  |
| 9.  | Oh L'Amour              |  |
| 10. | Stop!                   |  |